# (35506) 1998 FU43
1998 FU43 (asteroide 35506) é um asteroide da cintura principal. Possui uma excentricidade de 0.03374910 e uma inclinação de 2.29455º.
Este asteroide foi descoberto no dia 20 de março de 1998 por LINEAR em Socorro.